# 레이턴 미스터
레이턴 미스터(Leighton Meester, 1986년 4월 9일 ~ )는 미국의 배우, 가수, 모델이다. The CW 드라마 《가십걸》의 블레어 월도프 역을 통해 전 세계적으로 이름을 알렸다.

## 어린 시절
1986년 4월 9일 미국 텍사스주 포트워스에서 태어났다. 아버지는 부동산 중개업자, 어머니는 작가이며 형제로는 오빠와 남동생이 있다. 레이턴 출생 당시, 레이턴의 부모님은 자메이카에서 미국으로의 대마초 밀매 가담으로 연방 교도소에 수감 중이었다. 출생 이후 부모님이 남은 복역 기간을 보내는 동안은 친조부모 슬하에서 성장했다. 그렇기에 유명 드라마 가십걸 속의 모습과는 다르게 가난하게 살아왔고, 어머니에와 소송, 맞소송을 하며 힘든 시기도 견뎠다. 1992년, 레이턴의 부모는 부부 관계를 정리하였다.그 후 레이턴은 아역으로 활동하던 중 가십걸의 블레어역을 맡게 되고 히트를 치게된다. 가십걸 종영 후 몇년 뒤 깜짝 결혼식을 올리고 현재 아이와 뱃속에 있는 아이까지 두 명의 자식을 두고있다.

## 출연 작품

### 텔레비전
- Once and Again (2002)

## 음반 목록
- Heartstrings (2014)